# Église catholique en Pologne
L'Église catholique en Pologne (en polonais : « Kościół katolicki w Polsce ») désigne l'organisme institutionnel et sa communauté locale ayant pour religion le catholicisme en Pologne.
L'Église catholique de Pologne est organisée en 14 provinces ecclésiastiques, qui, comme toujours dans l'Église catholique romaine, ne sont pas soumises à une juridiction nationale mais sont soumises à la juridiction universelle du pape, évêque de Rome, au sein de l'« Église universelle ».
Les 14 provinces comprennent 41 diocèses (14 archidiocèses métropolitains et 27 diocèses) qui rassemblent toutes les paroisses situées en Pologne.
En communion avec le Saint-Siège, les cardinaux, archevêques et évêques des diocèses de Pologne sont membres d'une instance de concertation, la conférence épiscopale polonaise. L'évêque de Gniezno est le primat de Pologne.
Depuis 1918, la Pologne n'a plus de religions d'État ni officielles. L'Église catholique est autorisée par l'article 53 de la Constitution de la Pologne de 1997 qui garantit la liberté de culte : « toute personne a droit à la liberté de religion », mais sa manifestation peut être restreinte pour la « sécurité et l'ordre public »,. Pour bénéficier d'avantages fiscaux (entre autres), n'importe quelle religion peut se faire enregistrer sans aucune condition.
L'Église catholique est la communauté religieuse comptant le plus de fidèles en Pologne et elle a une grande influence culturelle, sociale et politique dans la mesure où elle est, dans ce pays, une composante de l'identité nationale. Un de ses plus grands sanctuaires mariaux est celui de Jasna Góra à Częstochowa.

## Histoire

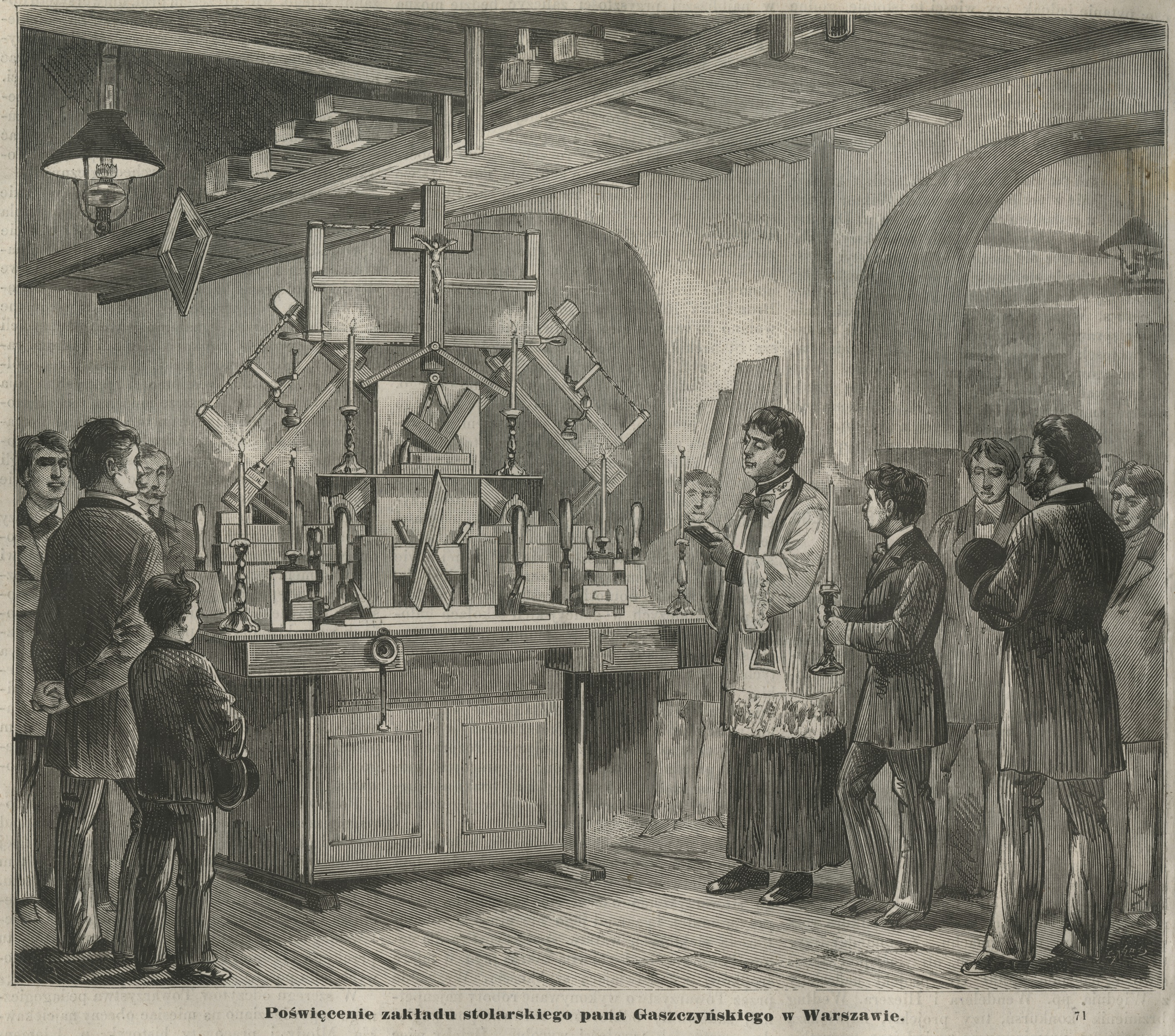
Prêtre bénissant un atelier de menuiserie à Varsovie, gravure d'Edward Nicz, 1876.

Jusqu'à la Seconde Guerre mondiale (1939-1945), plusieurs religions étaient fortement représentées en Pologne : les minorités substantielles juive, protestante et orthodoxe et catholiques d'origine ukrainienne (gréco-catholiques) et allemande ont coexisté durant plusieurs siècles avec la majorité catholique-romaine. En raison de la Shoah ayant ravagée la communauté juive du pays et de l’expulsion et la fuite des populations allemandes et ukrainiennes en 1945, la Pologne est devenue presque exclusivement catholique.

## Organisation

Carte des provinces, archidiocèses et diocèses polonais aux XIIe-XIIIe s.

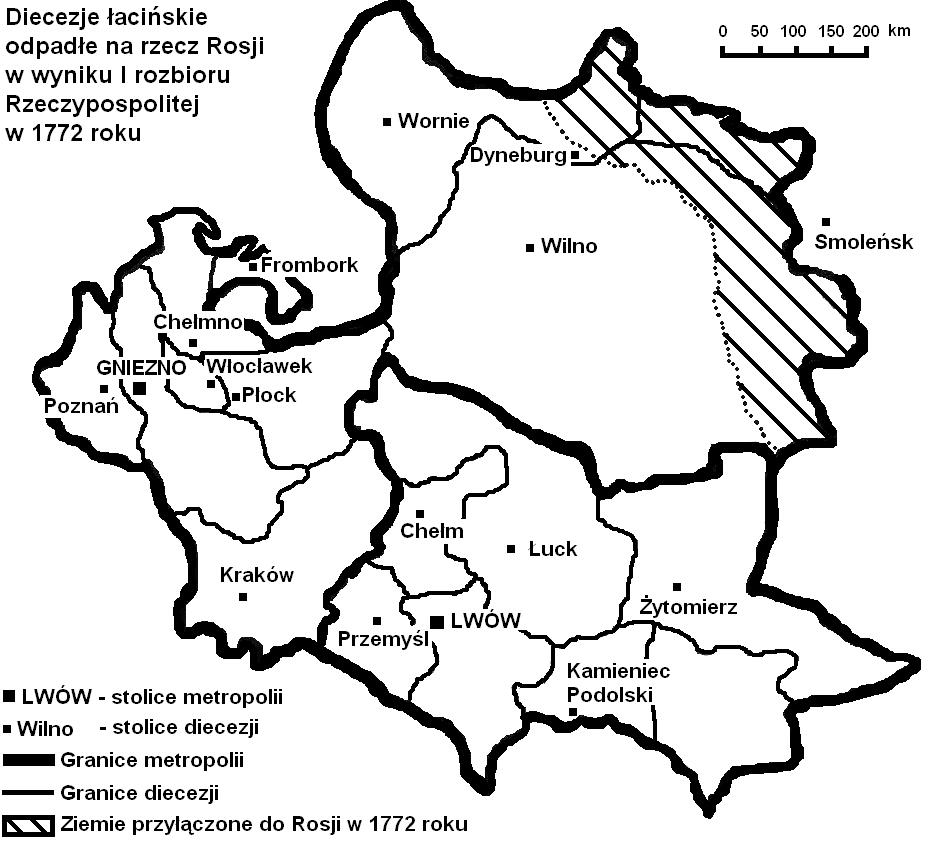
Carte des provinces, archidiocèses et diocèses de la république des Deux Nations en 1772.

Carte des provinces, archidiocèses et diocèses polonais après 1945.

- Province ecclésiastique de Gniezno
  - Archidiocèse de Gniezno
  - Diocèse de Bydgoszcz
  - Diocèse de Włocławek
- Province ecclésiastique de Białystok
  - Archidiocèse de Białystok
  - Diocèse de Drohiczyn
  - Diocèse de Łomża
- Province ecclésiastique de Cracovie
  - Archidiocèse de Cracovie
  - Diocèse de Bielsko-Żywiec
  - Diocèse de Kielce
  - Diocèse de Tarnów
- Province ecclésiastique de Częstochowa
  - Archidiocèse de Częstochowa
  - Diocèse de Radom
  - Diocèse de Sosnowiec
- Province ecclésiastique de Gdańsk
  - Archidiocèse de Gdańsk
  - Diocèse de Pelplin
  - Diocèse de Toruń
- Province ecclésiastique de Katowice
  - Archidiocèse de Katowice
  - Diocèse de Gliwice
  - Diocèse d'Opole
- Province ecclésiastique de Łódź
  - Archidiocèse de Łódź
  - Diocèse de Łowicz
- Province ecclésiastique de Lublin
  - Archidiocèse de Lublin
  - Diocèse de Sandomierz
  - Diocèse de Siedlce
- Province ecclésiastique de Poznań
  - Archidiocèse de Poznań
  - Diocèse de Kalisz
- Province ecclésiastique de Przemyśl
  - Archidiocèse de Przemyśl
  - Diocèse de Rzeszów
  - Diocèse de Zamość-Lubaczów
- Province ecclésiastique de Szczecin-Kamień
  - Archidiocèse de Szczecin-Kamień
  - Diocèse de Koszalin-Kołobrzeg
  - Diocèse de Zielona Góra-Gorzów
- Province ecclésiastique de Warmie
  - Archidiocèse de Warmie
  - Diocèse d'Elbląg
  - Diocèse d'Ełk
- Province ecclésiastique de Varsovie
  - Archidiocèse de Varsovie
  - Diocèse de Płock
  - Diocèse de Varsovie-Praga
- Province ecclésiastique de Wrocław
  - Archidiocèse de Wrocław
  - Diocèse de Legnica
  - Diocèse de Świdnica

## Statistiques
En 2011, 87,0 % de la population était catholique, contre 4% d'agnostiques, 1,3 % de orthodoxe, 0,7 % de protestants.
La pratique religieuse est en perte de vitesse. En 2020, les Polonais n’étaient plus que 37 % à se rendre à la messe selon  l’institut statistique de l’Église catholique, contre 50 % en 1980.

## Controverses
En 2019, un documentaire dévoile, selon le journal Le Monde, que l’Église catholique romaine serait, peut-être en raison du célibat des prêtres, particulièrement sujette à la pédophilie dont le caractère serait « systémique en Pologne, vue l’impunité des agresseurs et la complicité des hiérarques ».
L’image de l’Église polonaise s'est dégradée ces dernières années en raison de la récurrence des affaires de pédophilie, de sa proximité avec le gouvernement, et des attaques contre le droit à l'avortement et des personnes homosexuelles. Selon un sondage réalisé en 2020, seuls 9 % des jeunes polonais déclarent avoir une image positive de l’Église et la confiance en l’institution a chuté de 18 % depuis 2016 parmi la population,.

## Saintes et saints de Pologne
- Edwige de Silésie
- Hedwige Ire
- Saint Casimir
- Stanislas Kostka
- André Bobola
- Maximilien Kolbe
- Jean-Paul II
- Faustine Kowalska

## Crédit d'auteurs
- (en) Cet article est partiellement ou en totalité issu de l’article de Wikipédia en anglais intitulé « Catholic Church in Poland » (voir la liste des auteurs).